# Tuffi ai I Giochi panamericani giovanili
Le competizioni di tuffi ai I Giochi panamericani giovanili hanno avuto luogo alle piscine Hernando Botero O'byrne a Cali, in Colombia, dal 25 al 28 novembre 2021.

## Risultati

### Uomini
| Evento                     | Oro               | Perform. | Argento               | Perform. | Bronzo                  | Perform. |
| Tuffi individuali          |                   |          |                       |          |                         |          |
| Trampolino 1m (dettagli)   | Osmar Olvera      | 412.85   | Kevin Muñoz Heredia   | 394.55   | Carson Tyler            | 379.35   |
| Trampolino 3m (dettagli)   | Quentin Henninger | 414.65   | Laydel Dominguéz      | 408.35   | Randal Willars          | 404.40   |
| Piattaforma 10m (dettagli) | Randal Willars    | 448.90   | Luis Cañabate Alvarez | 416.25   | Kawan Figueredo Pereira | 393.85   |

### Donne
| Evento                     | Oro                        | Perform. | Argento                      | Perform. | Bronzo                       | Perform. |
| Tuffi individuali          |                            |          |                              |          |                              |          |
| Trampolino 1m (dettagli)   | Anisley García             | 276.50   | Joslyn Oakley                | 252.30   | Steffanie Madrigal Velasquez | 247.65   |
| Trampolino 3m (dettagli)   | Frida Zúñiga Guzman        | 292.70   | Steffanie Madrigal Velasquez | 286.25   | Joslyn Oakley                | 261.00   |
| Piattaforma 10m (dettagli) | Alejandra Estudillo Torres | 301.50   | Frida Zúñiga Guzman          | 286.90   | Anisley García               | 285.85   |

### Misti
| Evento                          | Oro                                                             | Perform. | Argento                                                               | Perform. | Bronzo                                                                | Perform. |
| Tuffi individuali               |                                                                 |          |                                                                       |          |                                                                       |          |
| Gara a squadre miste (dettagli) | Cuba Anisley García Laydel Domínguez Carlos Ramos Luis Cañabate | 471.20   | Messico Alejandra Estudillo María Sánchez Osmar Olvera Randal Willars | 468.35   | Stati Uniti Carson Tyler Emilie Moore Kaylee Bishop Quentin Henninger | 417.10   |

## Medagliere
| Posiz. | Nazione     | Oro | Argento | Bronzo | Totale |
| ------ | ----------- | --- | ------- | ------ | ------ |
| 1      | Messico     | 4   | 3       | 1      | 8      |
| 2      | Cuba        | 2   | 2       | 1      | 5      |
| 3      | Stati Uniti | 1   | 1       | 3      | 5      |
| 4      | Colombia    | -   | 1       | 1      | 2      |
| 5      | Brasile     | -   | -       | 1      | 1      |
| TOTALE | TOTALE      | 7   | 7       | 7      | 21     |